# Daggoth
El cerebrado Daggoth es un personaje del universo StarCraft. Fue de vital importancia en la estrategia de la Supermente, al ser el jefe de la Cría Tiamat. De la misma forma que el resto de los cerebrados, Daggoth fue creado para ayudar a la Supermente a controlar las innumerables cepas Zerg bajo su mando. Se le concedieron las crías y cepas mayores, ya que su trabajo, al igual que el de Zasz, era crucial para el desarrollo de la mutación de Sarah Kerrigan. Además, siempre tuvo un gran poder entre los cerebrados menores, a los que siempre aconsejaba y guíaba casi con la misma autoridad que la Supermente.
- Datos: Q5797472